# Villa Fondi De Sangro
La Villa Fondi De Sangro è una villa di Piano di Sorrento: ospita al suo interno il museo archeologico territoriale della penisola sorrentina Georges Vallet, in attesa di riordinamento.

## Storia e descrizione
La villa, costruita in stile neoclassico, fu edificata per volontà di Giovanni Andrea De Sangro, principe di Fondi, nel 1840: restaurata tra il 1925 ed il 1926, fu quasi completamente distrutta dal terremoto del 1980; venne quindi acquistata dal comune di Piano di Sorrento, il quale, dopo un imponente restauro, avvenuto negli anni novanta, l'ha adibita a polo museale, centro congressi e sala mostre.
La villa è a pianta rettangolare e nonostante sia un unico corpo di fabbrica, si distingue una zona a due livelli, completamente ricostruita dopo il sisma del 1980, ed una zona a piano unico, con due ali laterali sporgenti, che si protende verso il costone che si affaccia sul mare: durante il restauro, grazie a fotografie, ad elementi architettonici recuperati e a una comparazione con la Villa Balsamo di Sant'Agnello, opera dello stesso progettista, è stato possibile ricostruire fedelmente tutta la facciata, con lesene, timpani, finestre, balconi ed inferriate; unico cambiamento è stato apportato all'ingresso spostato all'interno del parco e non più sulla strada. Internamente le struttura è stata riorganizzata secondo la funzione museale che poi avrebbe svolto: tuttavia sono stati ricostruiti l'ampio atrio sia al piano terra, con scala in marmo bianco e ringhiera in ferro, sia al piano superiore, che consente l'accesso alle sale e all'ampia terrazza panoramica. Nel sottotetto è stato ricavato un ambiente unico caratterizzato da tetto a padiglione con capriate in ferro, mentre i locali sotterranei, anch'essi totalmente ricostruiti, sono in parte dedicati alla sistemazione degli impianti tecnologici. Durante la riedificazione, le strutture portati sono state realizzate in cemento armato, mentre le murature in tufo grigio.

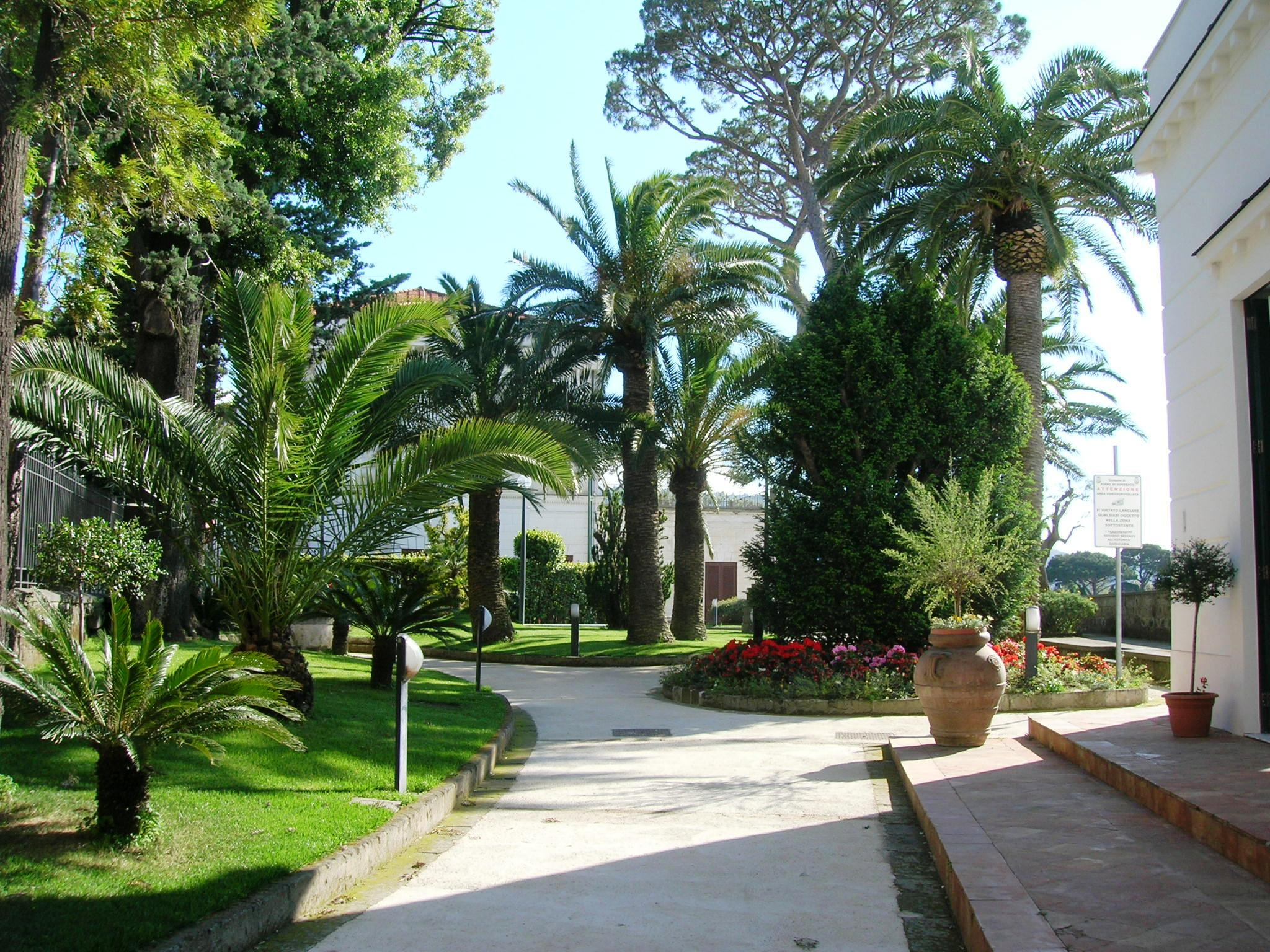
L'ingresso al parco della villa

Oltre alla villa, i lavori di restauro hanno anche interessato il parco antistante, che si trova in posizione decentrata rispetto al complesso architettonico: questo affaccia sulla Marina di Cassano, con veduta sul Vesuvio e sul golfo di Napoli. Non si conosce con esattezza la data di creazione del giardino, tuttavia da alcuni documenti risulta che nel 1850, l'architetto Antonio Francesconi, firmava il disegno di una serra da realizzarsi nel parco, mentre nel 1875, da una planimetria catastale, veniva fatta un'accurata descrizione del giardino: questo era diviso in due zona, dove una era adibita a giardino all'inglese, mentre l'altra, percorsa da alcuni viali, era separata in quattro appezzamenti sfruttati per la coltivazione di alberi di ulivo. Con l'avvio dei lavori di restauro, nel 1992, si è provveduto a fare un censimento delle piante presenti, circa duecento cinquanta: si nota la totale assenza di alberi da agrumi, tipici della zona, mentre abbondano ulivi, palme, cactacee, crassulacee, cipressi, gardenie, camelia. Durante la sistemazione dell'area, si è praticamente mantenuto intatto l'aspetto originario del giardino, sia nella forma che nella botanica, provvedendo a sostituire solo le piante morte: la pavimentazione dei viali è in tufo, mentre quella del belvedere è in maioliche decorate con petali di rose, i cordoli delle aiuole e le panchine sono in peperino ed è stato inoltre attivato un impianto di illuminazione ed uno di irrigazione automatico; nel parco è presente un mosaico che adornava il ninfeo di una villa romana rinvenuta a Marina della Lobra a Massa Lubrense e qui ricostruito per una questione di conservazione, un gazebo, nei pressi del belvedere, a pianta ottagonale con copertura a cupola maiolicata, mentre la serra è stata restaurata e riconvertita in punto ristoro; completano l'arredo fontane ed erme.